# أكس أم8
إكس إم 8 (بالإنجليزية:XM8 ) بندقية هجومية خفيفة الوزن صنعت في الفترة من أواخر التسعينيات إلى أوائل القرن الحادي والعشرين. تم تصميم البندقية من قبل شركة تصنيع الأسلحة الصغيرة الألمانية Heckler & Koch ، تشبه هذه البندقية في تصميمها بندقية هكلر آند كوخ جي 36. 

## مواصفات عامة عن السلاح
- نوع: بندقية هجومية
- العيار: 5.56x45mm منظمة حلف شمال الأطلسي
- الوزن: 16.5 الوزن (3.4 كلغ)
- الطول: 33 في الطول (83.8 سم)
- التلقيم:مخزن مربع 30 طلقة - مخزن مستدير 100 طلقة

## الدول المستخدمة
- الولايات المتحدة الأمريكية
- ماليزيا

## التاريخ
XM8 هو عائله من الأسلحة كان المقصود بها استبدال الرشاش القديم M16 في الجيش الأمريكي.
ال XM8 هو نموذج أولي لسلاح المشاة، بدأ تطويره في اواخر عام 1990 ,,وتم تطويره علي يد الشركة المشهورة هكلر اند كوخ الالمانيه بالتعاون مع الجيش الأمريكي، فقد طلب الجيش الأمريكي سلاح ارخص واخف من الM16 المستخدم في الجيش فبدأ تطوير سلاح XM8 كبديل لعائله ام16 وكان من المقرر ان يكون تسليح قياسي للجيش .وصلت النماذج الأوليه للإختبار في عام2003 وانتج عدد أكثر من 200 سلاح كنموذج للاختبار بالرغم من ذلك تم إلغاء عمليه اختبار واسعه النطاق له لمشاكل في التمويل وتم إلغاء المشروع في عام 2005. وكان XM8 يعمل بضغط الغاز، وبني ليلائم عيار الناتو5.56 x 45 وتم تطوير الXM8 من سلاح G36 من نفس الشركة المنتجة هكلر وكوخ، ويمكن اعاده ضبطه ليلائم متطلبات المهمة وهو متوفر في عده نسخ كسلاح دفاع شخصي، وذو الماسورة القصيرة Carbine ، وكبندقيه قنص وتهديف وكسلاح اتوماتيكي لفرق الاقتحام. المواد المستخدمة في تصنيع السلاح تكاد تكون كلها مواد مركبه وكان سلاح مبشر ليكون كفء ويعتمد عليه فخلال اختبار إطلاق في الغبار سجل 128 عطل من 60000 طلقه أطلقت .XM8 له اعدادات مختلفه ممكن آلي ونصف آلي، والنموزج القياسي للسلاح يُطلِق من خزنه تحمل 30 طلقه مع توافر خزنه ذات سعه أكبر لفرق الاقتحام التي تستخدم النمط الاوتوماتيكي-الآلي